# 황이 (배우)
황이(중국어 간체자: 黄奕, 정체자: 黃奕, 병음: Huáng Yì, 한자음: 황혁, 1979년 9월 13일~)는 중화인민공화국의 배우, 가수이다.
상하이시에서 태어났다.

## 방송
- 청춘무대
- 풍운 2

## 영화
- 국주 (2016년)
- 절청풍운 3 (2014년)
- 레전더리: 툼 오브 더 드래곤 (2013년) - 란 정 박사 역
- 악마의 오른손 (2013년)
- 마약전쟁 (2013년) - 소패 역
- 빙설11천 (2012년)
- 교환 (2012년)
- 섬십출격 (2011년)
- 경웅여협 : 비밀결사대 (2011년) - 추근 역
- 이스트 미츠 웨스트 2011 (2011년)
- 재신객잔 (2011년)
- 절청풍운 2 (2011년)
- 희유기: 좌충우돌 서유기 (2010년)
- 월광보합 (2010년)
- 엽문 3 (2010년) - 엽문의 부인, 장영성 역
- 일로유니 (2009년)
- 플라스틱 시티 (2008년)
- 십전구미 (2007년)
- 형제(중국어판) (2007년)
- 신충렬도 (2007년)
- 풍운 2 (2004년)
- 육장사 (2004년)
- 와호장룡 (2000년) - 유수련 역